# La Sauvetat, Puy-de-Dôme

La Sauvetat este o comună în departamentul Puy-de-Dôme, Franța. În 1 ianuarie 2022 avea o populație de 725 de locuitori.